# Caveat emptor
Caveat emptor je latinski pravni izraz značenja da kupac sam odgovara za rizik ako kupljena roba ne odgovara njegovim očekivanjima.

## Anglosasko pravo
Ovaj izraz se prije svega koristio u anglosaskom pravnom sustavu. Značenja je da kupac odgovara za rizik ako roba ima pogrešku a ne prodavač.

### SAD
Odlukom koju je 1917. napisao sudac američkog Vrhovnog suda pravilo Caveat emptor prvi je put primijenjeno. Moderniji trend je da prodavač nove robe daje garanciju na robu, ako je kupac potrošač.

### Ujedinjeno Kraljevstvo
U Ujedinjenom Kraljevstvu se zakonski ograničilo pravilo Caveata emptora.

Kupovina proizvoda regulirana je zakonom Sale of Goods Act 1979.